# باريس تورز 2023
باريس تورز 2023 (بالفرنسية: Paris-Tours 2023)‏ هو سباق دراجات هوائية، وهو الموسم 117 من باريس تورز، وأقيم في 8 أكتوبر 2023 ضمن سباقات سلسلة سباقات الاتحاد الدولي للدراجات للمحترفين 2023.
فاز بالمركز الأول Riley Sheehan ‏، وحلَّ في المركز الثاني Lewis Askey ‏، بينما جاء توبياس هالاند يوهانسن في المركز الثالث.

## الفرق
| فرق عالمية (12)- AG2R Citroën Team - Alpecin-Deceuninck - Bora-Hansgrohe - Cofidis - EF Education-EasyPost - Groupama-FDJ - Intermarché-Circus-Wanty - Jumbo-Visma - Lidl-Trek - Arkéa-Samsic - Team DSM-Firmenich - UAE Team Emirates فرق برو (7)- بنجوال باوليز ساوكس دبليو بي ‏ - Equipo Kern Pharma ‏ - Israel-Premier Tech - Lotto Dstny - فريق الدراجات Q36.5 ‏ - TotalEnergies - أونو اكس برو سايكلنج تيم 2023 ‏ فرق قارية (4)- CIC U Nantes Atlantique ‏ - Nice Métropole Côte d'Azur ‏ - إتش بي بي تي بي – أوبير 93 ‏ - Van Rysel–Roubaix ‏ |  |
| |  |

## المشاركون
| Arkéa-Samsic ARK | Arkéa-Samsic ARK | Arkéa-Samsic ARK |
| ---------------- | ---------------- | ---------------- |
| م                | عداء             | مرتبة            |
| 1                | ارنو ديمار       | 8                |
| 2                | جينثي بيرمانز ‏   | 38               |
| 3                | Matis Louvel ‏    | 86               |
| 4                | دانيال مكلاي     | لم يكمل السباق   |
| 5                | Luca Mozzato ‏    | 108              |
| 6                | Łukasz Owsian ‏   | 118              |
| 7                | كليمنت روسو      | 83               |

| Jumbo-Visma TJV | Jumbo-Visma TJV        | Jumbo-Visma TJV |
| --------------- | ---------------------- | --------------- |
| م               | عداء                   | مرتبة           |
| 11              | كريستوف لابورت (طريق)  | 6               |
| 12              | Edoardo Affini ‏        | 131             |
| 13              | Lars Boven ‏            | 137             |
| 14              | بير ستراند هاجينز      | 68              |
| 15              | ديلان فان بارلي (طريق) | 34              |
| 16              | جوس فان امدن           | 128             |

| AG2R Citroën Team ACT | AG2R Citroën Team ACT | AG2R Citroën Team ACT |
| --------------------- | --------------------- | --------------------- |
| م                     | عداء                  | مرتبة                 |
| 21                    | جريج فان أفرمت        | 58                    |
| 22                    | Franck Bonnamour ‏     | 129                   |
| 23                    | بينوا كوسنيفروي       | 54                    |
| 24                    | Stan Dewulf ‏          | 27                    |
| 25                    | Dorian Godon ‏         | 60                    |
| 26                    | أوليفر ناسن           | 117                   |
| 27                    | مايكل شير             | 120                   |

| UAE Team Emirates UAD | UAE Team Emirates UAD | UAE Team Emirates UAD |
| --------------------- | --------------------- | --------------------- |
| م                     | عداء                  | مرتبة                 |
| 31                    | ماتيو ترينتين         | 107                   |
| 32                    | باسكال أكرمان         | لم يكمل السباق        |
| 33                    | إيفو أوليفيرا (طريق)  | 41                    |
| 34                    | ميكيل بيرج            | لم يكمل السباق        |
| 35                    | خوان سباستيان مولانو  | لم يكمل السباق        |
| 36                    | تيم فيلانز            | 39                    |

| Lidl-Trek LTK | Lidl-Trek LTK     | Lidl-Trek LTK |
| ------------- | ----------------- | ------------- |
| م             | عداء              | مرتبة         |
| 41            | توني قالوبا       | 64            |
| 42            | Daan Hoole ‏       | 66            |
| 43            | اليكس كيرش (طريق) | 76            |
| 44            | توم سكوجين        | 65            |
| 45            | جاسبر ستوفين      | 37            |
| 46            | إدوارد ثيونس      | 9             |
| 47            | Otto Vergaerde ‏   | 115           |

| Lotto Dstny LTD | Lotto Dstny LTD    | Lotto Dstny LTD |
| --------------- | ------------------ | --------------- |
| م               | عداء               | مرتبة           |
| 51              | ارنو دي لاي        | لم يكمل السباق  |
| 52              | Cédric Beullens ‏   | لم يكمل السباق  |
| 53              | فكتور كامبنارتس    | 42              |
| 54              | فريدريك فريزون     | 24              |
| 55              | سيباستيان غرينيار ‏ | 124             |
| 56              | Alec Segaert ‏      | 122             |
| 57              | برنت فان موير      | 48              |

| Groupama-FDJ GFC | Groupama-FDJ GFC         | Groupama-FDJ GFC |
| ---------------- | ------------------------ | ---------------- |
| م                | عداء                     | مرتبة            |
| 61               | Paul Penhoët ‏            | 10               |
| 62               | Lewis Askey ‏             | 2                |
| 63               | Kevin Geniets ‏           | 33               |
| 64               | أوليفييه لو جاك          | 5                |
| 65               | Fabian Lienhard ‏         | 31               |
| 66               | Laurence Pithie ‏         | 36               |
| 67               | Samuel Watson (cyclist) ‏ | 91               |

| Bora-Hansgrohe BOH | Bora-Hansgrohe BOH | Bora-Hansgrohe BOH |
| ------------------ | ------------------ | ------------------ |
| م                  | عداء               | مرتبة              |
| 71                 | Jordi Meeus ‏       | 49                 |
| 72                 | Shane Archbold ‏    | OTL                |
| 73                 | باتريك غامبر       | 105                |
| 74                 | يوناس كوخ          | لم يكمل السباق     |
| 75                 | ريان مولين         | 95                 |
| 76                 | داني فان بوبيل     | 141                |

| Alpecin-Deceuninck ADC | Alpecin-Deceuninck ADC | Alpecin-Deceuninck ADC |
| ---------------------- | ---------------------- | ---------------------- |
| م                      | عداء                   | مرتبة                  |
| 81                     | Kaden Groves ‏          | 35                     |
| 82                     | Maurice Ballerstedt ‏   | 72                     |
| 83                     | Lennert Belmans ‏       | 82                     |
| 84                     | يجف دي بوندت           | 17                     |
| 85                     | سيلفان ديلير           | 119                    |
| 86                     | Jonas Rickaert ‏        | 114                    |
| 87                     | Henri Uhlig ‏           | 134                    |

| Cofidis COF | Cofidis COF              | Cofidis COF    |
| ----------- | ------------------------ | -------------- |
| م           | عداء                     | مرتبة          |
| 91          | بريان كوكار              | 19             |
| 92          | دافيد سيمولاي            | لم يكمل السباق |
| 93          | Alexandre Delettre ‏      | 46             |
| 94          | Eddy Finé ‏               | 47             |
| 95          | Oliver Knight (cyclist) ‏ | 113            |
| 96          | بيير لوك بيريشون         | 32             |
| 97          | Alexis Renard ‏           | 139            |

| Team DSM-Firmenich DSM | Team DSM-Firmenich DSM | Team DSM-Firmenich DSM |
| ---------------------- | ---------------------- | ---------------------- |
| م                      | عداء                   | مرتبة                  |
| 101                    | جون ديجينكولب          | 11                     |
| 102                    | Pavel Bittner ‏         | 67                     |
| 103                    | الكسندر ادموندسون      | لم يكمل السباق         |
| 104                    | Nils Eekhoff ‏          | 45                     |
| 105                    | شون فلين ‏              | 52                     |
| 106                    | فرانك فان دن بروك ‏     | 96                     |
| 107                    | Casper van Uden ‏       | 89                     |

| Intermarché-Circus-Wanty ICW | Intermarché-Circus-Wanty ICW | Intermarché-Circus-Wanty ICW |
| ---------------------------- | ---------------------------- | ---------------------------- |
| م                            | عداء                         | مرتبة                        |
| 111                          | بينيام جيرماي                | 14                           |
| 112                          | ايمي دي جندت                 | 40                           |
| 113                          | Rune Herregodts ‏             | 102                          |
| 114                          | هوغو بيج ‏                    | 79                           |
| 115                          | أدريان بيتي                  | 90                           |
| 116                          | بابتيست بلانكايرت            | لم يكمل السباق               |
| 117                          | مايك تيونسين                 | 28                           |

| TotalEnergies TEN | TotalEnergies TEN  | TotalEnergies TEN |
| ----------------- | ------------------ | ----------------- |
| م                 | عداء               | مرتبة             |
| 121               | أنتوني تورجيس      | 13                |
| 122               | Fabien Doubey ‏     | 80                |
| 123               | Sandy Dujardin ‏    | 50                |
| 124               | Emilien Jeannière ‏ | 85                |
| 125               | Geoffrey Soupe ‏    | 77                |
| 126               | Jason Tesson ‏      | 84                |
| 127               | دريس فان جيستل     | 51                |

| EF Education-EasyPost EFE | EF Education-EasyPost EFE | EF Education-EasyPost EFE |
| ------------------------- | ------------------------- | ------------------------- |
| م                         | عداء                      | مرتبة                     |
| 131                       | ماغنوس كورت نيلسن         | 103                       |
| 132                       | Stefan Bissegger ‏         | 18                        |
| 133                       | أوين دول                  | 59                        |
| 134                       | ينس كوكلاير               | 25                        |
| 135                       | Jonas Rutsch ‏             | 101                       |
| 136                       | توماس سكالي               | 136                       |
| 137                       | Łukasz Wiśniowski ‏        | لم يكمل السباق            |

| أونو-إكس موبيليتي ‏ UXT | أونو-إكس موبيليتي ‏ UXT | أونو-إكس موبيليتي ‏ UXT |
| ---------------------- | ---------------------- | ---------------------- |
| م                      | عداء                   | مرتبة                  |
| 141                    | راسموس تيلر            | 12                     |
| 142                    | جوناس إبراهمسين ‏       | 93                     |
| 143                    | Martin Urianstad ‏      | 94                     |
| 144                    | توبياس هالاند يوهانسن  | 3                      |
| 145                    | William Blume Levy ‏    | 87                     |
| 146                    | Erik Resell ‏           | 22                     |
| 147                    | Søren Wærenskjold ‏     | 88                     |

| Israel-Premier Tech IPT | Israel-Premier Tech IPT | Israel-Premier Tech IPT |
| ----------------------- | ----------------------- | ----------------------- |
| م                       | عداء                    | مرتبة                   |
| 151                     | جياكومو نيزولو          | 15                      |
| 152                     | ديريك جي                | 44                      |
| 153                     | Reto Hollenstein ‏       | 30                      |
| 154                     | Nadav Raisberg ‏         | 20                      |
| 155                     | Riley Sheehan ‏          | 1                       |
| 156                     | توم فان أسبروك          | 7                       |
| 157                     | ريك تسابل               | 140                     |

| إتش بي بي تي بي – أوبير 93 ‏ AUB | إتش بي بي تي بي – أوبير 93 ‏ AUB | إتش بي بي تي بي – أوبير 93 ‏ AUB |
| ------------------------------- | ------------------------------- | ------------------------------- |
| م                               | عداء                            | مرتبة                           |
| 161                             | Romain Cardis ‏                  | 71                              |
| 162                             | Nicolas Debeaumarché ‏           | 63                              |
| 163                             | Théo Delacroix ‏                 | لم يكمل السباق                  |
| 164                             | Joris Delbove ‏                  | 4                               |
| 165                             | Thomas Gachignard ‏              | 29                              |
| 166                             | أنتوني مالدونادو                | 125                             |
| 167                             | Flavien Maurelet ‏               | 126                             |

| فريق الدراجات Q36.5 ‏ Q36 | فريق الدراجات Q36.5 ‏ Q36 | فريق الدراجات Q36.5 ‏ Q36 |
| ------------------------ | ------------------------ | ------------------------ |
| م                        | عداء                     | مرتبة                    |
| 171                      | جاك باور                 | 100                      |
| 172                      | Tom Devriendt ‏           | 53                       |
| 173                      | توبياس لودفيجسون         | 109                      |
| 174                      | Nicolò Parisini ‏         | 106                      |
| 175                      | Joey Rosskopf ‏           | 99                       |
| 176                      | Szymon Sajnok ‏           | لم يكمل السباق           |

| Van Rysel–Roubaix ‏ VRL | Van Rysel–Roubaix ‏ VRL | Van Rysel–Roubaix ‏ VRL |
| ---------------------- | ---------------------- | ---------------------- |
| م                      | عداء                   | مرتبة                  |
| 181                    | توماس بودات            | لم يكمل السباق         |
| 182                    | Célestin Guillon ‏      | 61                     |
| 183                    | Maxime Jarnet ‏         | 130                    |
| 184                    | Jérémy Leveau ‏         | 26                     |
| 185                    | كيني مولي              | 116                    |
| 186                    | Valentin Tabellion ‏    | 75                     |
| 187                    | Norman Vahtra ‏         | 97                     |

| بنجوال باوليز ساوكس دبليو بي ‏ BWB | بنجوال باوليز ساوكس دبليو بي ‏ BWB | بنجوال باوليز ساوكس دبليو بي ‏ BWB |
| --------------------------------- | --------------------------------- | --------------------------------- |
| م                                 | عداء                              | مرتبة                             |
| 191                               | Cériel Desal ‏                     | 92                                |
| 192                               | Luca De Meester ‏                  | 55                                |
| 193                               | فلوريس دي تير                     | 110                               |
| 194                               | Louka Matthys ‏                    | 78                                |
| 195                               | Dimitri Peyskens ‏                 | 23                                |
| 196                               | Luca Van Boven ‏                   | 16                                |
| 197                               | Guillaume Van Keirsbulck ‏         | 132                               |

| CIC U Nantes Atlantique ‏ UCN | CIC U Nantes Atlantique ‏ UCN | CIC U Nantes Atlantique ‏ UCN |
| ---------------------------- | ---------------------------- | ---------------------------- |
| م                            | عداء                         | مرتبة                        |
| 201                          | FRA                          | 73                           |
| 202                          | Enzo Boulet ‏                 | 138                          |
| 203                          | Enzo Briand ‏                 | 111                          |
| 204                          | Léo Danès ‏                   | 74                           |
| 205                          | Jordan Jegat ‏                | 69                           |
| 206                          | Yaël Joalland ‏               | 98                           |
| 207                          | Nolann Mahoudo ‏              | 70                           |

| Equipo Kern Pharma ‏ EKP | Equipo Kern Pharma ‏ EKP | Equipo Kern Pharma ‏ EKP |
| ----------------------- | ----------------------- | ----------------------- |
| م                       | عداء                    | مرتبة                   |
| 211                     | Roger Adrià ‏            | 21                      |
| 212                     | Igor Arrieta ‏           | 62                      |
| 213                     | Urko Berrade ‏           | 57                      |
| 214                     | Álex Jaime ‏             | 104                     |
| 215                     | مارتي ماركيز            | 123                     |
| 216                     | Pau Miquel ‏             | 43                      |
| 217                     | Danny van der Tuuk ‏     | 135                     |

| Nice Métropole Côte d'Azur ‏ NMC | Nice Métropole Côte d'Azur ‏ NMC | Nice Métropole Côte d'Azur ‏ NMC |
| ------------------------------- | ------------------------------- | ------------------------------- |
| م                               | عداء                            | مرتبة                           |
| 221                             | Jonathan Couanon ‏               | 112                             |
| 222                             | Tristan Delacroix ‏              | 121                             |
| 223                             | Damien Girard (cyclist) ‏        | لم يكمل السباق                  |
| 224                             | Paul Hennequin ‏                 | 133                             |
| 225                             | Jean-Louis Le Ny ‏               | 56                              |
| 226                             | Axel Narbonne-Zuccarelli ‏       | 127                             |
| 227                             | Larry Valvasori ‏                | 81                              |

| Arkéa-Samsic ARK | Arkéa-Samsic ARK | Arkéa-Samsic ARK |
| ---------------- | ---------------- | ---------------- |
| م                | عداء             | مرتبة            |
| 1                | ارنو ديمار       | 8                |
| 2                | جينثي بيرمانز ‏   | 38               |
| 3                | Matis Louvel ‏    | 86               |
| 4                | دانيال مكلاي     | لم يكمل السباق   |
| 5                | Luca Mozzato ‏    | 108              |
| 6                | Łukasz Owsian ‏   | 118              |
| 7                | كليمنت روسو      | 83               |

| Jumbo-Visma TJV | Jumbo-Visma TJV        | Jumbo-Visma TJV |
| --------------- | ---------------------- | --------------- |
| م               | عداء                   | مرتبة           |
| 11              | كريستوف لابورت (طريق)  | 6               |
| 12              | Edoardo Affini ‏        | 131             |
| 13              | Lars Boven ‏            | 137             |
| 14              | بير ستراند هاجينز      | 68              |
| 15              | ديلان فان بارلي (طريق) | 34              |
| 16              | جوس فان امدن           | 128             |

| AG2R Citroën Team ACT | AG2R Citroën Team ACT | AG2R Citroën Team ACT |
| --------------------- | --------------------- | --------------------- |
| م                     | عداء                  | مرتبة                 |
| 21                    | جريج فان أفرمت        | 58                    |
| 22                    | Franck Bonnamour ‏     | 129                   |
| 23                    | بينوا كوسنيفروي       | 54                    |
| 24                    | Stan Dewulf ‏          | 27                    |
| 25                    | Dorian Godon ‏         | 60                    |
| 26                    | أوليفر ناسن           | 117                   |
| 27                    | مايكل شير             | 120                   |

| UAE Team Emirates UAD | UAE Team Emirates UAD | UAE Team Emirates UAD |
| --------------------- | --------------------- | --------------------- |
| م                     | عداء                  | مرتبة                 |
| 31                    | ماتيو ترينتين         | 107                   |
| 32                    | باسكال أكرمان         | لم يكمل السباق        |
| 33                    | إيفو أوليفيرا (طريق)  | 41                    |
| 34                    | ميكيل بيرج            | لم يكمل السباق        |
| 35                    | خوان سباستيان مولانو  | لم يكمل السباق        |
| 36                    | تيم فيلانز            | 39                    |

| Lidl-Trek LTK | Lidl-Trek LTK     | Lidl-Trek LTK |
| ------------- | ----------------- | ------------- |
| م             | عداء              | مرتبة         |
| 41            | توني قالوبا       | 64            |
| 42            | Daan Hoole ‏       | 66            |
| 43            | اليكس كيرش (طريق) | 76            |
| 44            | توم سكوجين        | 65            |
| 45            | جاسبر ستوفين      | 37            |
| 46            | إدوارد ثيونس      | 9             |
| 47            | Otto Vergaerde ‏   | 115           |

| Lotto Dstny LTD | Lotto Dstny LTD    | Lotto Dstny LTD |
| --------------- | ------------------ | --------------- |
| م               | عداء               | مرتبة           |
| 51              | ارنو دي لاي        | لم يكمل السباق  |
| 52              | Cédric Beullens ‏   | لم يكمل السباق  |
| 53              | فكتور كامبنارتس    | 42              |
| 54              | فريدريك فريزون     | 24              |
| 55              | سيباستيان غرينيار ‏ | 124             |
| 56              | Alec Segaert ‏      | 122             |
| 57              | برنت فان موير      | 48              |

| Groupama-FDJ GFC | Groupama-FDJ GFC         | Groupama-FDJ GFC |
| ---------------- | ------------------------ | ---------------- |
| م                | عداء                     | مرتبة            |
| 61               | Paul Penhoët ‏            | 10               |
| 62               | Lewis Askey ‏             | 2                |
| 63               | Kevin Geniets ‏           | 33               |
| 64               | أوليفييه لو جاك          | 5                |
| 65               | Fabian Lienhard ‏         | 31               |
| 66               | Laurence Pithie ‏         | 36               |
| 67               | Samuel Watson (cyclist) ‏ | 91               |

| Bora-Hansgrohe BOH | Bora-Hansgrohe BOH | Bora-Hansgrohe BOH |
| ------------------ | ------------------ | ------------------ |
| م                  | عداء               | مرتبة              |
| 71                 | Jordi Meeus ‏       | 49                 |
| 72                 | Shane Archbold ‏    | OTL                |
| 73                 | باتريك غامبر       | 105                |
| 74                 | يوناس كوخ          | لم يكمل السباق     |
| 75                 | ريان مولين         | 95                 |
| 76                 | داني فان بوبيل     | 141                |

| Alpecin-Deceuninck ADC | Alpecin-Deceuninck ADC | Alpecin-Deceuninck ADC |
| ---------------------- | ---------------------- | ---------------------- |
| م                      | عداء                   | مرتبة                  |
| 81                     | Kaden Groves ‏          | 35                     |
| 82                     | Maurice Ballerstedt ‏   | 72                     |
| 83                     | Lennert Belmans ‏       | 82                     |
| 84                     | يجف دي بوندت           | 17                     |
| 85                     | سيلفان ديلير           | 119                    |
| 86                     | Jonas Rickaert ‏        | 114                    |
| 87                     | Henri Uhlig ‏           | 134                    |

| Cofidis COF | Cofidis COF              | Cofidis COF    |
| ----------- | ------------------------ | -------------- |
| م           | عداء                     | مرتبة          |
| 91          | بريان كوكار              | 19             |
| 92          | دافيد سيمولاي            | لم يكمل السباق |
| 93          | Alexandre Delettre ‏      | 46             |
| 94          | Eddy Finé ‏               | 47             |
| 95          | Oliver Knight (cyclist) ‏ | 113            |
| 96          | بيير لوك بيريشون         | 32             |
| 97          | Alexis Renard ‏           | 139            |

| Team DSM-Firmenich DSM | Team DSM-Firmenich DSM | Team DSM-Firmenich DSM |
| ---------------------- | ---------------------- | ---------------------- |
| م                      | عداء                   | مرتبة                  |
| 101                    | جون ديجينكولب          | 11                     |
| 102                    | Pavel Bittner ‏         | 67                     |
| 103                    | الكسندر ادموندسون      | لم يكمل السباق         |
| 104                    | Nils Eekhoff ‏          | 45                     |
| 105                    | شون فلين ‏              | 52                     |
| 106                    | فرانك فان دن بروك ‏     | 96                     |
| 107                    | Casper van Uden ‏       | 89                     |

| Intermarché-Circus-Wanty ICW | Intermarché-Circus-Wanty ICW | Intermarché-Circus-Wanty ICW |
| ---------------------------- | ---------------------------- | ---------------------------- |
| م                            | عداء                         | مرتبة                        |
| 111                          | بينيام جيرماي                | 14                           |
| 112                          | ايمي دي جندت                 | 40                           |
| 113                          | Rune Herregodts ‏             | 102                          |
| 114                          | هوغو بيج ‏                    | 79                           |
| 115                          | أدريان بيتي                  | 90                           |
| 116                          | بابتيست بلانكايرت            | لم يكمل السباق               |
| 117                          | مايك تيونسين                 | 28                           |

| TotalEnergies TEN | TotalEnergies TEN  | TotalEnergies TEN |
| ----------------- | ------------------ | ----------------- |
| م                 | عداء               | مرتبة             |
| 121               | أنتوني تورجيس      | 13                |
| 122               | Fabien Doubey ‏     | 80                |
| 123               | Sandy Dujardin ‏    | 50                |
| 124               | Emilien Jeannière ‏ | 85                |
| 125               | Geoffrey Soupe ‏    | 77                |
| 126               | Jason Tesson ‏      | 84                |
| 127               | دريس فان جيستل     | 51                |

| EF Education-EasyPost EFE | EF Education-EasyPost EFE | EF Education-EasyPost EFE |
| ------------------------- | ------------------------- | ------------------------- |
| م                         | عداء                      | مرتبة                     |
| 131                       | ماغنوس كورت نيلسن         | 103                       |
| 132                       | Stefan Bissegger ‏         | 18                        |
| 133                       | أوين دول                  | 59                        |
| 134                       | ينس كوكلاير               | 25                        |
| 135                       | Jonas Rutsch ‏             | 101                       |
| 136                       | توماس سكالي               | 136                       |
| 137                       | Łukasz Wiśniowski ‏        | لم يكمل السباق            |

| أونو-إكس موبيليتي ‏ UXT | أونو-إكس موبيليتي ‏ UXT | أونو-إكس موبيليتي ‏ UXT |
| ---------------------- | ---------------------- | ---------------------- |
| م                      | عداء                   | مرتبة                  |
| 141                    | راسموس تيلر            | 12                     |
| 142                    | جوناس إبراهمسين ‏       | 93                     |
| 143                    | Martin Urianstad ‏      | 94                     |
| 144                    | توبياس هالاند يوهانسن  | 3                      |
| 145                    | William Blume Levy ‏    | 87                     |
| 146                    | Erik Resell ‏           | 22                     |
| 147                    | Søren Wærenskjold ‏     | 88                     |

| Israel-Premier Tech IPT | Israel-Premier Tech IPT | Israel-Premier Tech IPT |
| ----------------------- | ----------------------- | ----------------------- |
| م                       | عداء                    | مرتبة                   |
| 151                     | جياكومو نيزولو          | 15                      |
| 152                     | ديريك جي                | 44                      |
| 153                     | Reto Hollenstein ‏       | 30                      |
| 154                     | Nadav Raisberg ‏         | 20                      |
| 155                     | Riley Sheehan ‏          | 1                       |
| 156                     | توم فان أسبروك          | 7                       |
| 157                     | ريك تسابل               | 140                     |

| إتش بي بي تي بي – أوبير 93 ‏ AUB | إتش بي بي تي بي – أوبير 93 ‏ AUB | إتش بي بي تي بي – أوبير 93 ‏ AUB |
| ------------------------------- | ------------------------------- | ------------------------------- |
| م                               | عداء                            | مرتبة                           |
| 161                             | Romain Cardis ‏                  | 71                              |
| 162                             | Nicolas Debeaumarché ‏           | 63                              |
| 163                             | Théo Delacroix ‏                 | لم يكمل السباق                  |
| 164                             | Joris Delbove ‏                  | 4                               |
| 165                             | Thomas Gachignard ‏              | 29                              |
| 166                             | أنتوني مالدونادو                | 125                             |
| 167                             | Flavien Maurelet ‏               | 126                             |

| فريق الدراجات Q36.5 ‏ Q36 | فريق الدراجات Q36.5 ‏ Q36 | فريق الدراجات Q36.5 ‏ Q36 |
| ------------------------ | ------------------------ | ------------------------ |
| م                        | عداء                     | مرتبة                    |
| 171                      | جاك باور                 | 100                      |
| 172                      | Tom Devriendt ‏           | 53                       |
| 173                      | توبياس لودفيجسون         | 109                      |
| 174                      | Nicolò Parisini ‏         | 106                      |
| 175                      | Joey Rosskopf ‏           | 99                       |
| 176                      | Szymon Sajnok ‏           | لم يكمل السباق           |

| Van Rysel–Roubaix ‏ VRL | Van Rysel–Roubaix ‏ VRL | Van Rysel–Roubaix ‏ VRL |
| ---------------------- | ---------------------- | ---------------------- |
| م                      | عداء                   | مرتبة                  |
| 181                    | توماس بودات            | لم يكمل السباق         |
| 182                    | Célestin Guillon ‏      | 61                     |
| 183                    | Maxime Jarnet ‏         | 130                    |
| 184                    | Jérémy Leveau ‏         | 26                     |
| 185                    | كيني مولي              | 116                    |
| 186                    | Valentin Tabellion ‏    | 75                     |
| 187                    | Norman Vahtra ‏         | 97                     |

| بنجوال باوليز ساوكس دبليو بي ‏ BWB | بنجوال باوليز ساوكس دبليو بي ‏ BWB | بنجوال باوليز ساوكس دبليو بي ‏ BWB |
| --------------------------------- | --------------------------------- | --------------------------------- |
| م                                 | عداء                              | مرتبة                             |
| 191                               | Cériel Desal ‏                     | 92                                |
| 192                               | Luca De Meester ‏                  | 55                                |
| 193                               | فلوريس دي تير                     | 110                               |
| 194                               | Louka Matthys ‏                    | 78                                |
| 195                               | Dimitri Peyskens ‏                 | 23                                |
| 196                               | Luca Van Boven ‏                   | 16                                |
| 197                               | Guillaume Van Keirsbulck ‏         | 132                               |

| CIC U Nantes Atlantique ‏ UCN | CIC U Nantes Atlantique ‏ UCN | CIC U Nantes Atlantique ‏ UCN |
| ---------------------------- | ---------------------------- | ---------------------------- |
| م                            | عداء                         | مرتبة                        |
| 201                          | FRA                          | 73                           |
| 202                          | Enzo Boulet ‏                 | 138                          |
| 203                          | Enzo Briand ‏                 | 111                          |
| 204                          | Léo Danès ‏                   | 74                           |
| 205                          | Jordan Jegat ‏                | 69                           |
| 206                          | Yaël Joalland ‏               | 98                           |
| 207                          | Nolann Mahoudo ‏              | 70                           |

| Equipo Kern Pharma ‏ EKP | Equipo Kern Pharma ‏ EKP | Equipo Kern Pharma ‏ EKP |
| ----------------------- | ----------------------- | ----------------------- |
| م                       | عداء                    | مرتبة                   |
| 211                     | Roger Adrià ‏            | 21                      |
| 212                     | Igor Arrieta ‏           | 62                      |
| 213                     | Urko Berrade ‏           | 57                      |
| 214                     | Álex Jaime ‏             | 104                     |
| 215                     | مارتي ماركيز            | 123                     |
| 216                     | Pau Miquel ‏             | 43                      |
| 217                     | Danny van der Tuuk ‏     | 135                     |

| Nice Métropole Côte d'Azur ‏ NMC | Nice Métropole Côte d'Azur ‏ NMC | Nice Métropole Côte d'Azur ‏ NMC |
| ------------------------------- | ------------------------------- | ------------------------------- |
| م                               | عداء                            | مرتبة                           |
| 221                             | Jonathan Couanon ‏               | 112                             |
| 222                             | Tristan Delacroix ‏              | 121                             |
| 223                             | Damien Girard (cyclist) ‏        | لم يكمل السباق                  |
| 224                             | Paul Hennequin ‏                 | 133                             |
| 225                             | Jean-Louis Le Ny ‏               | 56                              |
| 226                             | Axel Narbonne-Zuccarelli ‏       | 127                             |
| 227                             | Larry Valvasori ‏                | 81                              |

## التصنيف العام النهائي
| التصنيف العام         | التصنيف العام         | التصنيف العام               | التصنيف العام | التصنيف العام |
| العداء                | العداء                | الفريق                      | الوقت         |               |
| --------------------- | --------------------- | --------------------------- | ------------- | ------------- |
| 1                     | Riley Sheehan ‏        | إسرائيل - بريمير تيك        | 4 س 39 د 05 ث |               |
| 2                     | Lewis Askey ‏          | إف دي جي                    | + 0 ث         |               |
| 3                     | توبياس هالاند يوهانسن | أونو-إكس موبيليتي ‏          | + 0 ث         |               |
| 4                     | Joris Delbove ‏        | إتش بي بي تي بي – أوبير 93 ‏ | + 0 ث         |               |
| 5                     | أوليفييه لو جاك       | إف دي جي                    | + 7 ث         |               |
| 6                     | كريستوف لابورت        | فريق جومبو-فيسما            | + 9 ث         |               |
| 7                     | توم فان أسبروك        | إسرائيل - بريمير تيك        | + 9 ث         |               |
| 8                     | ارنو ديمار            | فورتنيو سامسيك              | + 9 ث         |               |
| 9                     | إدوارد ثيونس          | تريك سيغافريدو              | + 9 ث         |               |
| 10                    | Paul Penhoët ‏         | إف دي جي                    | + 9 ث         |               |
|                       |                       |                             |               |               |
| مصدر: ProCyclingStats |                       |                             |               |               |

## وصلات خارجية
- الموقع الرسمي
- لمحة عن سباق باريس تورز 2023 على موقع  ProCyclingStats   (برو  سايكلنج  ستاتس) - إحصاءات  محترفي  الدراجات.

- باريس تورز 2023 على موقع إحصائيات الدراجات الإحترافية (الإنجليزية)